# 且渠
且渠，一作且居。為匈奴官名，位在當戶下。
- 冒顿单于时始设置，为匈奴自左右贤王之下分二十四長（萬騎长），下所设中下级带兵官，无固定地位，按部众多少确定权力大小及次第高下。且渠与日逐、当户等诸官号各以权力优劣、部众多寡为高下次第。有大且渠与且渠之分。大且渠为高官，晋代，大且渠有左沮渠、右沮渠之分，多由名门望族卜氏充任。且渠与都尉、当户等为诸王、大臣官属。
- 西域鄯善国（今若羌县）也设置且渠。佩汉印绶。
- 匈奴沮渠姓即起源于此官名。十六国时建立北凉的卢水胡沮渠蒙逊，因其祖先曾任且渠，以官名为姓氏。      [
- 马蚿，虫名。古北方方言。清光绪十年《畿辅通志》：“马蚿，北燕为且渠也。今案其虫紫黑色，人触之即侧卧，状若刀环。故《唐本草》注名刀环虫。”